# Leptotarsus gesneri
Leptotarsus gesneri är en tvåvingeart som först beskrevs av Günther Enderlein 1912.  Leptotarsus gesneri ingår i släktet Leptotarsus och familjen storharkrankar. Inga underarter finns listade i Catalogue of Life.